# Echinocereus fendleri
Echinocereus fendleri är en kaktusväxtart som först beskrevs av Georg George Engelmann, och fick sitt nu gällande namn av Sencke och J.N. Haage. Echinocereus fendleri ingår i släktet Echinocereus och familjen kaktusväxter.

## Underarter
Arten delas in i följande underarter:
- E. f. fendleri
- E. f. rectispinus

## Bildgalleri

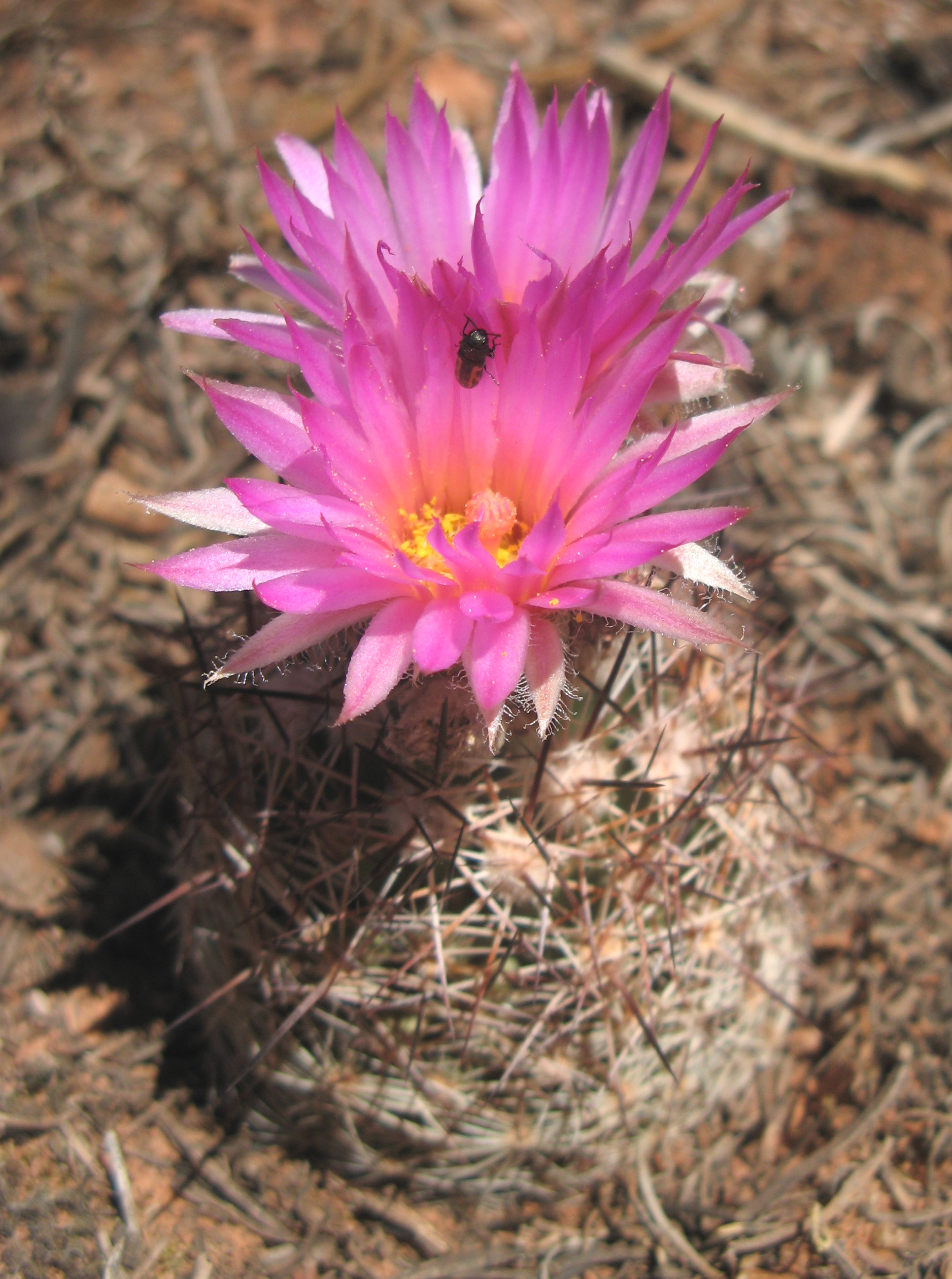
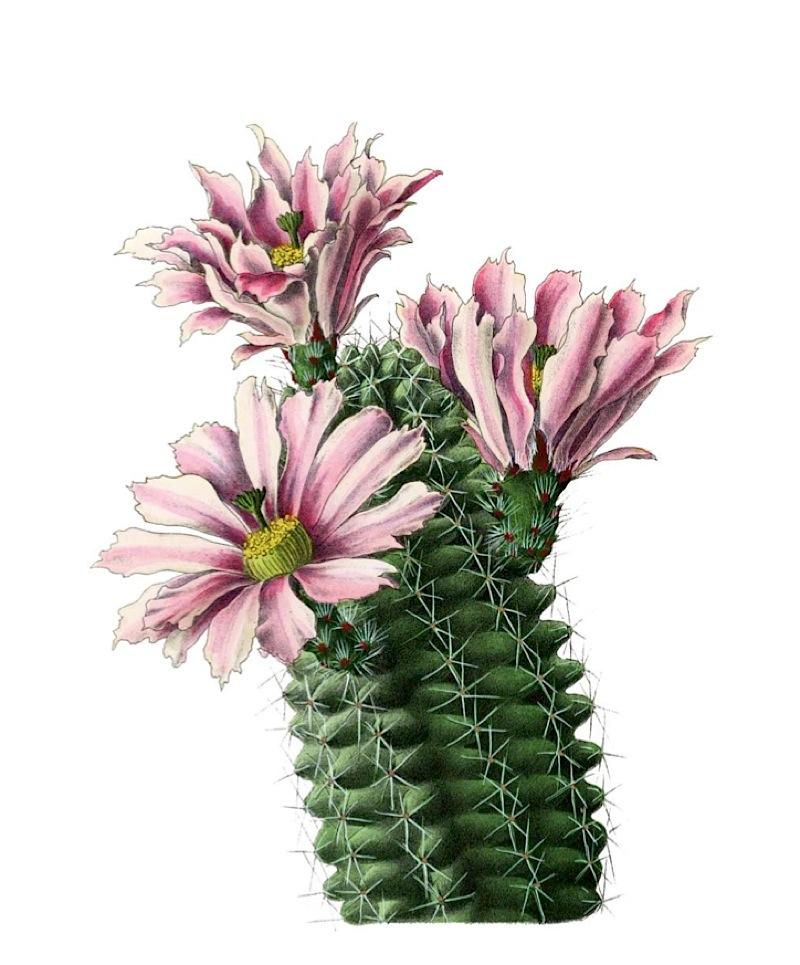
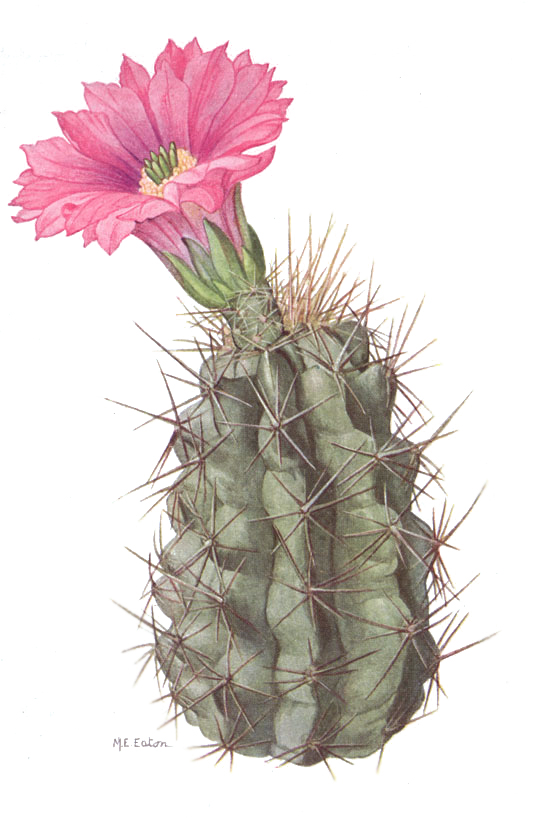
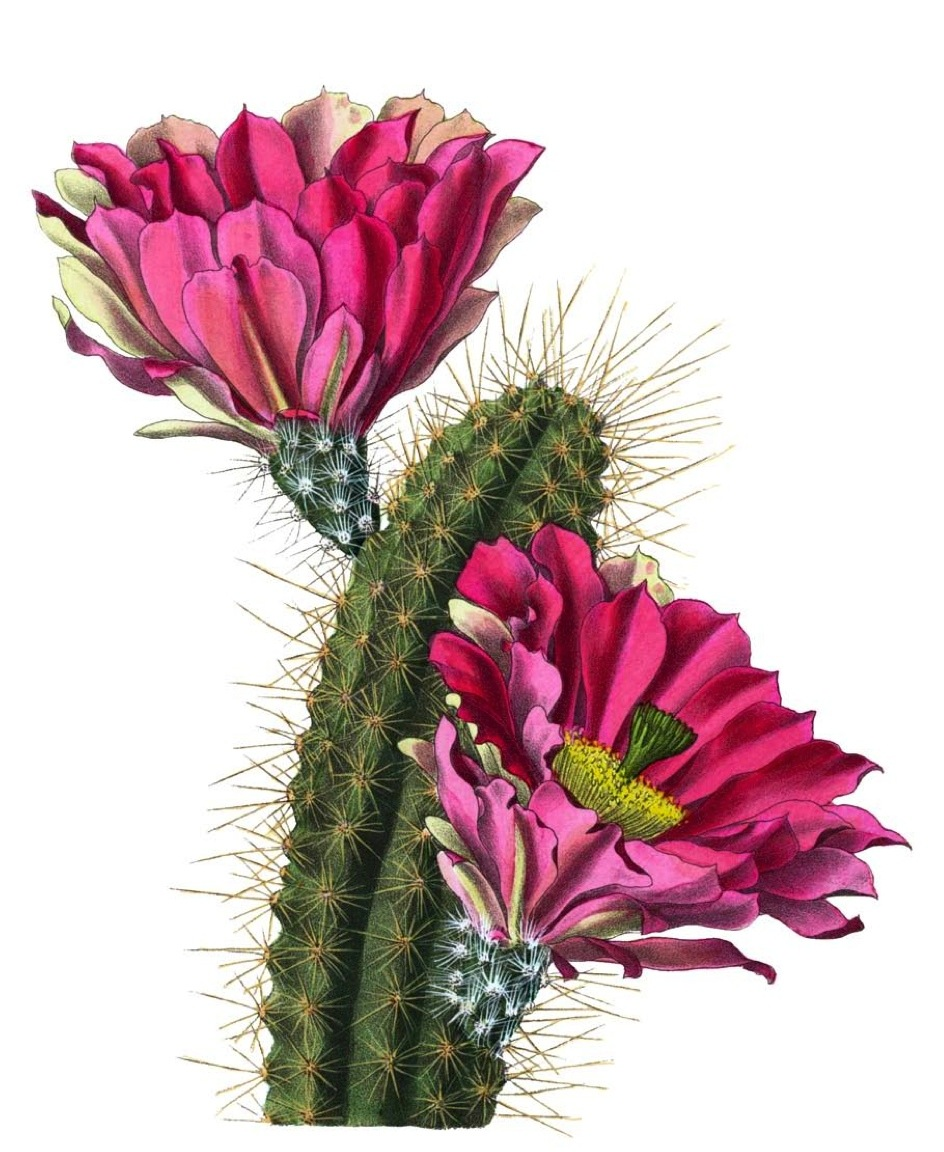
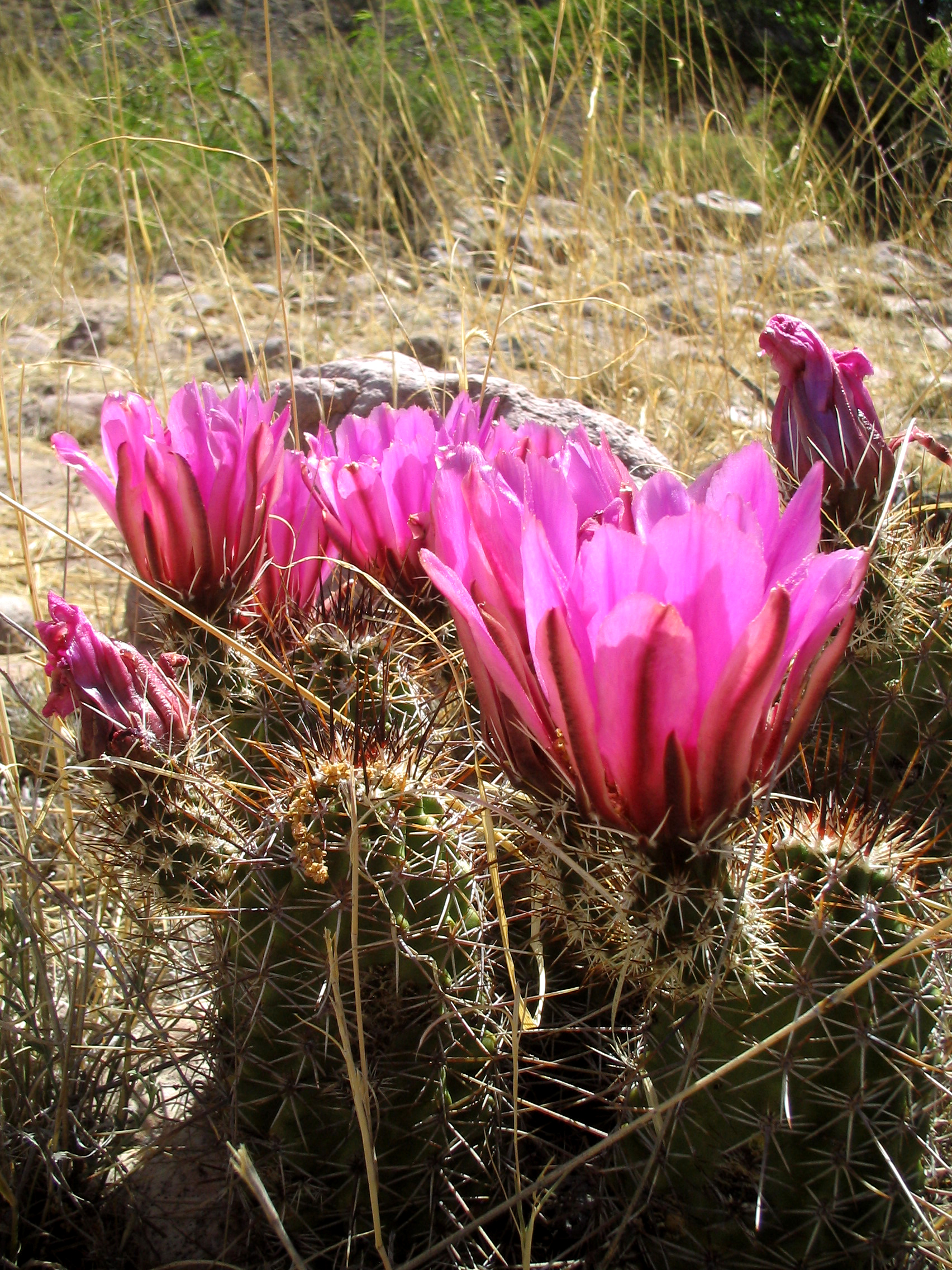